# Bernard Lacombe
Bernard Lacombe (Lyon, 15 augustus 1952 – 17 juni 2025) was een Frans voetballer en voetbaltrainer, die speelde als aanvaller gedurende zijn spelerscarrière. Hij kwam achtendertig keer uit voor het Franse elftal en scoorde twaalf keer voor Les Bleus in de periode 1973–1984. Na zijn spelerscarrière was Lacombe vier seizoenen lang actief als hoofdtrainer van Olympique Lyon (1996–2000).

## Interlandcarrière
Lacombe nam met Frankrijk deel aan twee WK-eindronden: 1978 en 1982. Hij won met de nationale ploeg de Europese titel in 1984 in eigen land. Hij maakte zijn debuut op 8 september 1973 in de vriendschappelijke thuiswedstrijd tegen Griekenland (3–1) in Parijs. Hij moest in die wedstrijd na 57 minuten plaatsmaken voor Marc Berdoll.
Lacombe overleed op 17 juni 2025 op 72-jarige leeftijd.
| Interlanddoelpunten | Interlanddoelpunten | Interlanddoelpunten | Interlanddoelpunten           | Interlanddoelpunten | Interlanddoelpunten | Interlanddoelpunten | Interlanddoelpunten |
| #                   | Datum               | Locatie             | Wedstrijd                     | Goal(s)             | Score               | Uitslag             | Wedstrijd           |
| ------------------- | ------------------- | ------------------- | ----------------------------- | ------------------- | ------------------- | ------------------- | ------------------- |
| 1                   | 27/04/1974          | Praag               | Tsjecho-Slowakije – Frankrijk | 28'                 | 0 – 2               | 3 – 3               | Oefeninterland      |
| 2                   | 27/04/1974          | Praag               | Tsjecho-Slowakije – Frankrijk | 72'                 | 2 – 3               | 3 – 3               | Oefeninterland      |
| 3                   | 09/10/1976          | Sofia               | Bulgarije – Frankrijk         | 40'                 | 0 – 2               | 2 – 2               | WK-kwalificatie     |
| 4                   | 02/06/1978          | Mar del Plata       | Italië – Frankrijk            | 1'                  | 0 – 1               | 2 – 1               | WK-eindronde        |
| 5                   | 02/05/1979          | East Rutherford     | Verenigde Staten – Frankrijk  | 8'                  | 0 – 1               | 0 – 6               | Oefeninterland      |
| 6                   | 02/05/1979          | East Rutherford     | Verenigde Staten – Frankrijk  | 14'                 | 0 – 2               | 0 – 6               | Oefeninterland      |
| 7                   | 02/05/1979          | East Rutherford     | Verenigde Staten – Frankrijk  | 37'                 | 0 – 3               | 0 – 6               | Oefeninterland      |
| 8                   | 05/09/1979          | Solna               | Zweden – Frankrijk            | 14'                 | 0 – 1               | 1 – 3               | EK-kwalificatie     |
| 9                   | 11/10/1980          | Limassol            | Cyprus – Frankrijk            | 4'                  | 0 – 1               | 0 – 7               | WK-kwalificatie     |
| 10                  | 05/12/1981          | Parijs              | Frankrijk – Cyprus            | 29'                 | 2 – 0               | 4 – 0               | WK-kwalificatie     |
| 11                  | 05/12/1981          | Parijs              | Frankrijk – Cyprus            | 82'                 | 3 – 0               | 4 – 0               | WK-kwalificatie     |
| 12                  | 01/06/1984          | Marseille           | Frankrijk – Schotland         | 29'                 | 2 – 0               | 2 – 0               | Oefeninterland      |

## Erelijst
Als speler
 Olympique Lyon
- Coupe de France: 1972/73
- Trophée des Champions: 1973

 Girondins de Bordeaux
- Division 1: 1983/84, 1984/85, 1986/87
- Coupe de France: 1985/86, 1986/87
- Trophée des Champions: 1987

 Frankrijk
- UEFA EK: 1984

Als trainer
 Olympique Lyon
- UEFA Intertoto Cup: 1997